# Paralelo 3 N
O paralelo 3 N é um paralelo que está 3 graus a norte do plano equatorial da Terra.
Começando no Meridiano de Greenwich e tomando a direcção leste, o paralelo 3º Norte passa sucessivamente por:
| País, território ou mar        | Notas                                                    |
| ------------------------------ | -------------------------------------------------------- |
| Oceano Atlântico               | Golfo da Guiné - passa a sul de Bioko, Guiné Equatorial  |
| Camarões                       |                                                          |
| República Centro-Africana      | Cerca de 2 km                                            |
| Camarões                       | Cerca de 3 km                                            |
| República Centro-Africana      |                                                          |
| República do Congo             |                                                          |
| República Democrática do Congo |                                                          |
| Uganda                         |                                                          |
| Quênia                         | Passa no Lago Turkana                                    |
| Somália                        |                                                          |
| Oceano Índico                  | Mar Arábico                                              |
| Maldivas                       | Atol Laamu                                               |
| Oceano Índico                  | Passa a norte da ilha Simeulue, Indonésia                |
| Indonésia                      | Samatra                                                  |
| Estreito de Malaca             |                                                          |
| Malásia                        | Selangor, Negeri Sembilan, Pahang, na Malásia Peninsular |
| Mar da China Meridional        | Passa a norte da Ilha Tioman, Malásia                    |
| Indonésia                      | Ilha Jemaja                                              |
| Mar da China Meridional        |                                                          |
| Indonésia                      | Natuna do Sul                                            |
| Mar da China Meridional        |                                                          |
| Indonésia                      | Subi                                                     |
| Mar da China Meridional        |                                                          |
| Malásia                        | Sarawak, Bornéu                                          |
| Indonésia                      | Kalimantan, Bornéu - cerca de 8 km                       |
| Malásia                        | Sarawak, Bornéu - cerca de 10 km                         |
| Indonésia                      | Kalimantan, Bornéu                                       |
| Mar de Celebes                 |                                                          |
| Mar das Molucas                |                                                          |
| Oceano Pacífico                | Passa a sul do atol Butaritari, Kiribati                 |
| Colômbia                       | Ilha Gorgona e continente                                |
| Venezuela                      |                                                          |
| Brasil                         | Roraima                                                  |
| Guiana                         | Incluindo território reclamado pela Venezuela            |
| Suriname                       |                                                          |
| França                         | Guiana Francesa                                          |
| Brasil                         | Amapá                                                    |
| Oceano Atlântico               |                                                          |